# Illustrazione Ticinese
Illustrazione ticinese è stata una rivista settimanale della Svizzera italiana fondata a Lugano nel gennaio 1931.
La rivista si presentava come supplemento del venerdì all’interno del giornale Corriere del Ticino, mentre oggigiorno i suoi contenuti sono parte integrante del quotidiano edito dalla Società Editrice del Corriere del Ticino.

## Storia
Illustrazione ticinese nasce il 10 gennaio 1931 con il nome di "Rivista Ticinese Illustrata", edita dalla casa editrice basilese Emilio Birkhäuser e Co. Il nome della testata viene però modificato solo dopo tre numeri a causa della somiglianza con la già esistente Rivista Ticinese. Nasce così, il 24 gennaio 1931, "Illustrazione Ticinese". Sulla prima edizione, immagine a lato, venne illustrato Heinrich Häberlin, Presidente della Confederazione Svizzera per il 1931.
Il 23 maggio 1931 Rivista Ticinese, fondata da Romeo Fontana nel 1930, si fuse con l'Illustrazione ticinese. La cura editoriale rimase sempre di Emilio Birkhäuser, con il signor Fontana quale redattore e acquisitore pubblicitario.
L'editore promise agli "amici e abbonati del Canton Ticino" che avrebbe pubblicato settimanalmente "le più attuali fotografie" e offerto ai lettori la possibilità di beneficiare, con una minima spesa, di un'assicurazione seria contro infortuni, invalidità parziale o permanente e in caso di decesso. Riportava, infatti: “Infortuni - indennità giornaliera – Indennità in caso di morte – Assicurazioni e spese di cura per adulti e bambini in caso di infortuni. Massimo dell’assicurazione in caso d’invalidità totale per due persone adulte e due bambini Fr. 20 000.--”.
In passato, elemento di forza erano anche i romanzi “a puntate”, dove ad ogni edizione era possibile continuare il racconto. Ad esempio, l'8 agosto 1931 sul numero 31 venne pubblicata, in esclusiva italiana, la prima puntata del romanzo "Niente di nuovo sul fronte occidentale", il capolavoro di Erich Maria Remarque, all'epoca censurato in Italia dal regime fascista.
Il 15 settembre 1934 la redazione passò da Andrea Pessina ad Aldo Patocchi, sotto il quale scrissero note firme del Cantone quali Francesco Chiesa, Giuseppe Zoppi, Guido Calgari, Vittore Frigerio, Ulisse Pocobelli (Glauco) e Piero Bianconi. Il nome di Aldo Patocchi, xilografo e giornalista, si identificò con quello di Illustrazione ticinese per ben 45 anni. Tra i fotografi che collaborarono ininterrottamente con la rivista dal 1934 al 1959 va annoverato il nome di Gino Pedroli.
Un altro colpo editoriale fu la pubblicazione dei racconti di Indro Montanelli raccolti sotto lo pseudonimo di Calandrino. Gli scritti, intitolati “Ha detto male di Garibaldi”, componevano una serie di venti puntate dal 1. gennaio al 12 gennaio 1945. Testi che fin da subito attirarono l’attenzione di rifugiati italiani antifascisti, i quali capirono chi si celasse dietro lo pseudonimo. Finita la guerra e rimpatriato, Montanelli continuò la sua collaborazione con Illustrazione ticinese scrivendo sotto lo stesso pseudonimo la famosa e oggi controversa "Lettera da Milano", in cui descrisse i tragici fatti di Piazzale Loreto.
Il primo marzo 1959 i diritti editoriali vennero ceduti dalla Emilio Birkhäuser all'Usego che ne fece il suo periodico, ma il 21 novembre 1961 il nome Usego scomparve dalla rivista che venne così edita dalla Sentipress SA, mentre la pubblicità fu affidata alla Senger Annoncen di Zurigo. La rivista a quel tempo contava 88 000 copie.
Il 19 marzo 1979 Aldo Patocchi lasciò la guida di Illustrazione ticinese e il 2 aprile 1979 venne sostituito da Matthias Werder, giornalista e fotografo. La sua promessa di ampliare qualche settore della rivista venne mantenuta, malgrado le grosse difficoltà del settore.
Dal 1996, lo stesso redattore responsabile Matthias Werder, riprese anche i diritti editoriali dalla Senger Media AG di Zurigo, fondando la Tredicom SA di Lugano, che diventa la società editrice della rivista.
Il primo febbraio 2006, anno in cui la rivista compì 75 anni di esistenza, apparve per la prima volta la sua versione online. La sua fruizione è parziale, sono infatti reperibili i dati essenziali relativi ad ogni servizio ma non la lettura completa delle rubriche. Dal febbraio 2008, le due edizioni dialogano con la possibilità di scaricare dall'edizione online documenti e materiale inedito. Dall'aprile 2006 è attivo un blog e un diario contenente anticipazioni, retroscena redazionali, fotoritocchi e quanto non può trovare posto nella versione cartacea della rivista.
Nel settembre 2019, a seguito della pressione del mercato pubblicitario, Illustrazione ticinese e il Gruppo Corriere del Ticino raggiunsero un accordo e quest’ultimo, mantenendo le caratteristiche distintive della rivista, ne assunse la conduzione.
Nel 2021 Illustrazione ticinese era prevalentemente pubblicata il primo lunedì di ogni mese, mentre nel 2022 il giorno è cambiato nel penultimo giovedì di ogni mese, sino a giungere all’inserto settimanale del venerdì. A partire dall’anno 2023, Illustrazione ticinese ingloba al suo interno la rivista del Corriere del Ticino AgendaSette, fondata nel 1997 con lo scopo di trasmettere notizie culturali e il palinsesto televisivo. Il lettore poteva accedere in un’unica rivista ad approfondimenti culturali così come il programma settimanale di mostre, eventi, spettacoli, cinema e la guida TV.
A partire dall'anno 2024 i contenuti di Illustrazione ticinese diventano parte integrante del quotidiano Corriere del Ticino, trovando giornalmente spazio all'interno delle sue pagine, e cessando dunque la stampa separata dell'inserto.

## Dati di stampa
- Società Editrice del Corriere del Ticino, Muzzano;
- Direttore responsabile: Paride Pelli;
- Redattore responsabile: Mauro Rossi;
- In redazione: Michele Castiglioni e Mattia Darni;

- Sito web: www.cdt.ch/prodotti/illustrazione-ticinese
- Tipografia: Centro Stampa Ticino SA, Muzzano;
- Inserzioni: MediaTI Marketing SA, Manno